# Arthur Ashe Stadium
O Arthur Ashe Stadium é um estádio de tênis localizado no Queens, em Nova York, nos Estados Unidos, possui capacidade total para 23.771 pessoas sendo o maior estádio de tênis do mundo, é o principal estádio do US Open.
O estádio foi inaugurado em 1998, passou por uma reforma em 2016 para instalação de um teto retrátil, leva o nome de Arthur Ashe, ganhador do primeiro US Open em 1968.